# Иван Попов (дипломат)
Вижте пояснителната страница за други личности с името Иван Попов.
Иван Владимиров Попов е български дипломат и политик. Той е Министър на външните работи и изповеданията на България през 1940 – 1942 г. – по времето, когато страната се включва във Втората световна война на страната на Германия.

## Биография
Иван Владимиров Попов е роден на 16 април (4 април стар стил) 1890 г. в Свищов. Син на Владимир Иванов Попов (1854 – 1891) и Мария Петрова Филчева от Аврамовия род по мъж Владимирова Попова. Внук на дългогодишния свещеник в храм „Свето Преображение“ гр. Свищов архиерски наместник на Свищовска духовна околия и борец за въстановяване на богусложението на български език в гр. Свищов сакеларий Иван Недялков (1812 – 4.XI.1893). Завършва Първа мъжка гимназия в София, след което учи от 1908 г. „Романска филология“ в гр. Поатие Франция, подпомогнат от фондация „Ангел и Тодора Иванови“ – град Свищов и в Германия подпомаган от чичо си Филчо Петров Филчев. От 1914 г. работи в Българската телеграфна агенция, а през 1920 г. завършва право в Софийския университет „Св. Климент Охридски“. От 18 октомври 1924 до 1933 г. е Директор на печата в Министерството на външните работи и изповеданията назначен с Указ 34 на Н.В. цар Борис III. След това е управляващ легацията в Будапеща (9.X.1933 – 1935) назначен с Указ 23 на Н.В. цар Борис III, пълномощен министър в Букурещ (15.IV.1935) връчил акредитивни писма на 01.V.1935, пълномощен министър в Прага (01.I.1936 – 1937) назначен с Указ 21 на Н.В. цар Борис III и Белград (28.VIII.1937 – 1940) назначен с Указ 11 на Н.В. цар Борис III.
През 1940 г. Иван Попов става министър на външните работи и изповеданията в правителството на Богдан Филов. Докато е на този пост, Иван Попов се противопоставя на включването на България във Втората световна война на страната на Германия. На 7 септември 1940 г. е подписана Крайовската спогодба, с която Румъния отстъпва на България Южна Добруджа. На 1 март 1941 г. България се присъединява към Тристранния пакт, като Попов отказва да присъства на подписването. На 25 ноември той подписва т.нар. Антикоминтернов пакт, а на 12 декември същата година правителството обявява война на Съединените щати и Великобритания.
Характерен момент, който отличава Иван Попов от Георги Кьосеиванов, е провеждането на обща българо-хърватска изолационна политика спрямо Сърбия. В междудържавните отношения София – Загреб е възприета външнополитическа позиция, изразяваща се в: „Слаба и изолирана Сърбия – силни и влиятелни България и Хърватия“. В края на 1941 г. хърватският външен министър Младен Лоркович, посещавайки София, постига договореност за „постоянни консултации и обмяна на оценки и информация по отношение на Сърбия“. Лоркович гледа на България като на „балансьор на сръбската експанзия“, признавайки, че само силна България ще бъде гарант на Хърватия. Иван Попов обуславя възможността за обща българо-хърватска граница при условие, че Хърватия получи териториален коридор в Санджак. По това време започва издаването на списание „Загреб – София“, което е отражение на добрите и естествени отношения между двете съюзни държави. Носител е на следните държавни награди – Ordine dei Santi Maurizio e Lazzaro – Италия, Crand Croix de l'Ordre de l'Aigle – Германия, Couronne de la Roumanie – Румъния, Ordre de Prince Pribina – Словакия, Rose de Finlande – Финландия, Croix I classe Ordre national de mérite.
На 22 януари 1944 г. Иван Попов е назначен за посланик в Букурещ.като връчва акрадитивни писма на 6 май 1944. На 5 септември, след съставянето на правителството на Константин Муравиев, той подава оставка и е осободен впоследствие с Указ 30 от 20 септември 1944. На 29 октомври се самоубива в Букурещ в болницата Колентина. Погребан в гробището Белу парцел 90. Въпреки самоубийството му впоследствие е осъден на смърт от Народния съд, като имуществото му е конфискувано. Присъдата е отменена през 1996 г. с Решение № 172 на Върховния съд.